# 苏拉乌鸦
苏拉乌鸦（学名：Corvus typicus）是鸦科鸦属的一种，为印度尼西亚的特有种。该物种的保护状况被评为无危。
苏拉乌鸦的栖息地包括亚热带或热带的湿润低地林和亚热带或热带严重退化的前森林。